# Amanda Polk
Amanda Polk (Pittsburgh, 2 de agosto de 1986) é uma remadora estadunidense, campeã olímpica.

## Carreira
Polk competiu nos Jogos Olímpicos de 2016, no Rio de Janeiro, onde conquistou a medalha de ouro com a equipe dos Estados Unidos no oito com.